# چنگر چتم
چنگر چَتِم (نام علمی: Fulica chathamensis) نام یک گونه از سرده چنگر است.